# 不思議の国のアリス関連一覧
不思議の国のアリス関連一覧は、不思議の国のアリスが主題であるか、主人公または重要なキャラクターが登場する作品やその他項目の一覧である。

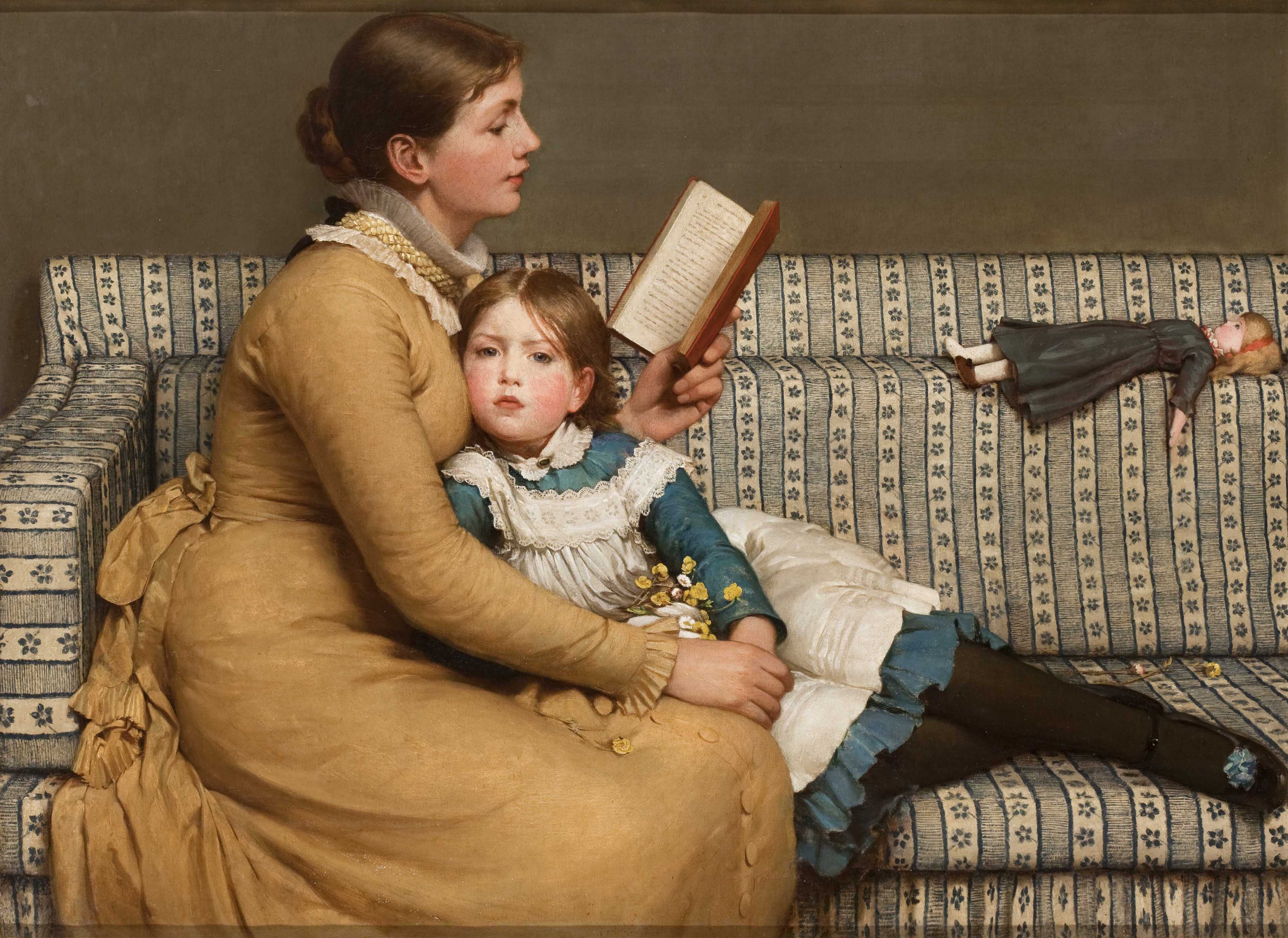
ジョージ・ダンロップ・レスリーの「不思議の国のアリス」1879年

## 一覧

### 原作関連
- 不思議の国のアリス - 作品
- ルイス・キャロル - 作者
- 不思議の国（英語版）
- アリス・リデル - ヒロインのモデル
  - 不思議の国のアリスのキャラクター
    - アリス (不思議の国のアリス)
    - 白ウサギ (不思議の国のアリス)
    - チェシャ猫
    - 三月ウサギ
    - 帽子屋
    - ハートの女王
- 気違いのお茶会/ジャバウォックの詩

- 不思議の国のアリスの挿絵
  - 戦前
    - ジョン・テニエル
    - ペーター・ニューエル（英語版）
    - アーサー・ラッカム
    - トマス・ヒース・ロビンソン（英語版）
    - ウィリー・ポガニー（英語版）
    - マリー・ローランサン
    - ガートルード・トムスン（英語版）[1]
    - メイベル・ルーシー・アトウェル（英語版）[1]
    - マーガレット・タラント（英語版）[1]
    - 岡本帰一
    - 清水良雄

  - 戦後
    - ゲオルグ・クロス（英語版）
    - ラルフ・ステッドマン（英語版）
    - マルケータ・ブラチャティカ（チェコ語版）
    - フィリップ・ゴフ
    - マービン・ピーク
    - トーベ・ヤンソン
    - サルバドール・ダリ
    - マックス・エルンスト
    - ドゥシャン・カーライ
    - アンソニー・ブラウン
    - リスベート・ツヴェルガー
    - ヤン・シュヴァンクマイエル
    - 和田誠
    - 中島潔
    - 宇野亜喜良
    - 金子國義
    - 山本容子
    - OKAMA
    - 草間彌生[2]
    - 矢車涼[3][4]

- - 不思議の国のアリス (曖昧さ回避)
- アリス・イン・ワンダーランド - 英語原題への曖昧さ回避
  - アリス・イン・ワンダーランド (ミュージカル)（英語版）（1906年） - 舞台化作品
- 地下の国のアリス - 前身
- 鏡の国のアリス - 続編
  - 鏡の国（英語版）
  - 鏡の国のアリスのキャラクター
    - トゥイードルダムとトゥイードルディー
    - ハンプティ・ダンプティ
    - ライオンとユニコーン

  - 鏡の国のアリス (曖昧さ回避)
  - アナザーワールド鏡の国のアリス
- 子供部屋のアリス - 小さい子向けに書き直した作品
- 不思議の国のアリスの映像作品
  - 実写映画
    - 不思議の国のアリス (1903年の映画)
    - 不思議の国のアリス (1910年の映画)
    - 不思議の国のアリス (1915年の映画)（英語版）
    - 不思議の国のアリス (1931年の映画)（英語版）
    - 不思議の国のアリス (1933年の映画)
    - 不思議の国のアリス (1949年の映画)（英語版）
    - 不思議の国のアリス (1972年の映画)(アリス 不思議の国の大冒険) - ミュージカル映画
    - アリス (1988年の映画)
    - ドリーム・チャイルド（英語版） - アリス・リデルの人生を描いたファンタジー映画

  - テレビドラマ
    - Alice in Wonderland (テレビ映画)（英語版）

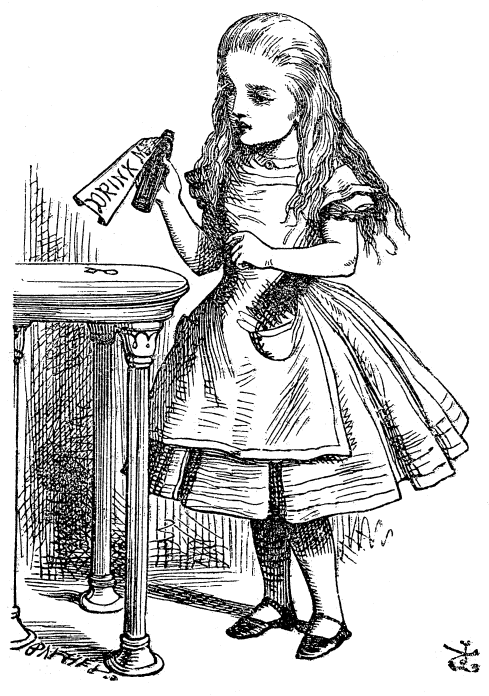
ジョン・テニエル作画のアリス

    - 不思議の国のアリス (1985年のテレビ映画)（英語版）
    - 不思議の国のアリス (1999年のテレビ映画)（英語版）
    - Adventures in Wonderland（英語版）
    - アリス (2009年のテレビドラマ)（英語版）

  - テレビアニメ
    - ふしぎの国のアリス (テレビアニメ) - 日本・ドイツ合作テレビ大阪・テレビ東京系列　

  - 劇場アニメおよびOVA
    - 不思議の国のアリス (1981年film)（英語版）（1981年、ソ連(現：ロシア)キエフナウクフィルム（英語版）製作）
    - 鏡の国のアリス (1982年film)（ロシア語版）（1982年、ソ連(現：ロシア)キエフナウクフィルム製作）
    - 鏡の国のアリス (1987年film)（オーストラリア）
    - 不思議の国のアリス (1988film)（英語版）（オーストラリアのOVA）
    - 不思議の国のアリス (1995年film)（英語版）（日本・アメリカ合衆国のOVA）
    - Alice in Dreamland アリス・イン・ドリームランド - 人形作家清水真理の人形アニメ
    - 不思議の国でアリスと -Dive in Wonderland- - P.A.WORKS制作の劇場アニメ

  - ディズニーアニメ
    - ふしぎの国のアリス
      - 誕生日じゃない日（英語版）(Unbirthday) - 「鏡の国のアリス」でルイス・キャロルが作った造語で、誕生日以外の日を「おめでとう」と祝うという意味。ふしぎの国のアリスの挿入歌「お誕生日じゃない日のうた」になっている｡
      - ディズニーランドのアトラクション
        - 不思議の国のアリス (アトラクション) - ディズニーリゾート等
        - マッド・ティーパーティー - 東京ディズニーランド・等
        - アリスの不思議なラビリンス - 上海ディズニーランド・ディズニーランドパリ等

    - アリス・イン・ワンダーランド (映画) - ティム・バートン監督
      - アリス (アヴリル・ラヴィーンの曲) -  アヴリル・ラヴィーンの上記映画の挿入歌(アルバム・オールモスト・アリス収録)

    - アリス・イン・ワンダーランド/時間の旅 - 上記映画の続編　

  - ミッキーの夢物語 - 劇場パロディアニメ

関連ギャラリー

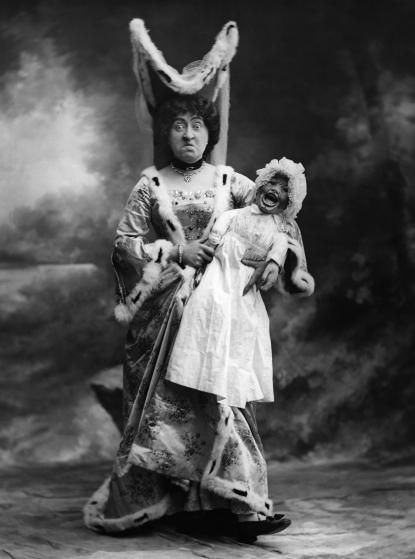
「アリス・イン・ワンダーランド (ミュージカル)（英語版）」（1906年）のアリス・バース（英語版）
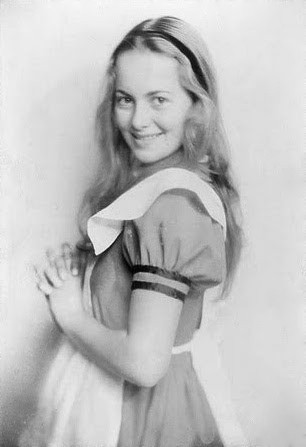
舞台「不思議の国のアリス」の衣装のオリビア・デ・ハビランド(1933年)
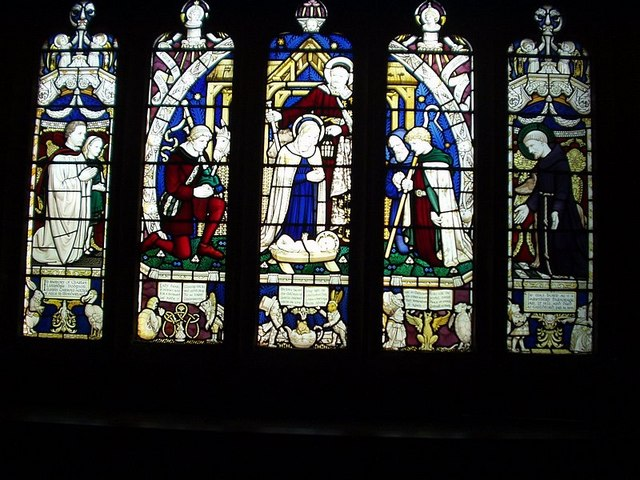
デアズベリー・オール・セインツ教会（英語版）のステンドグラス
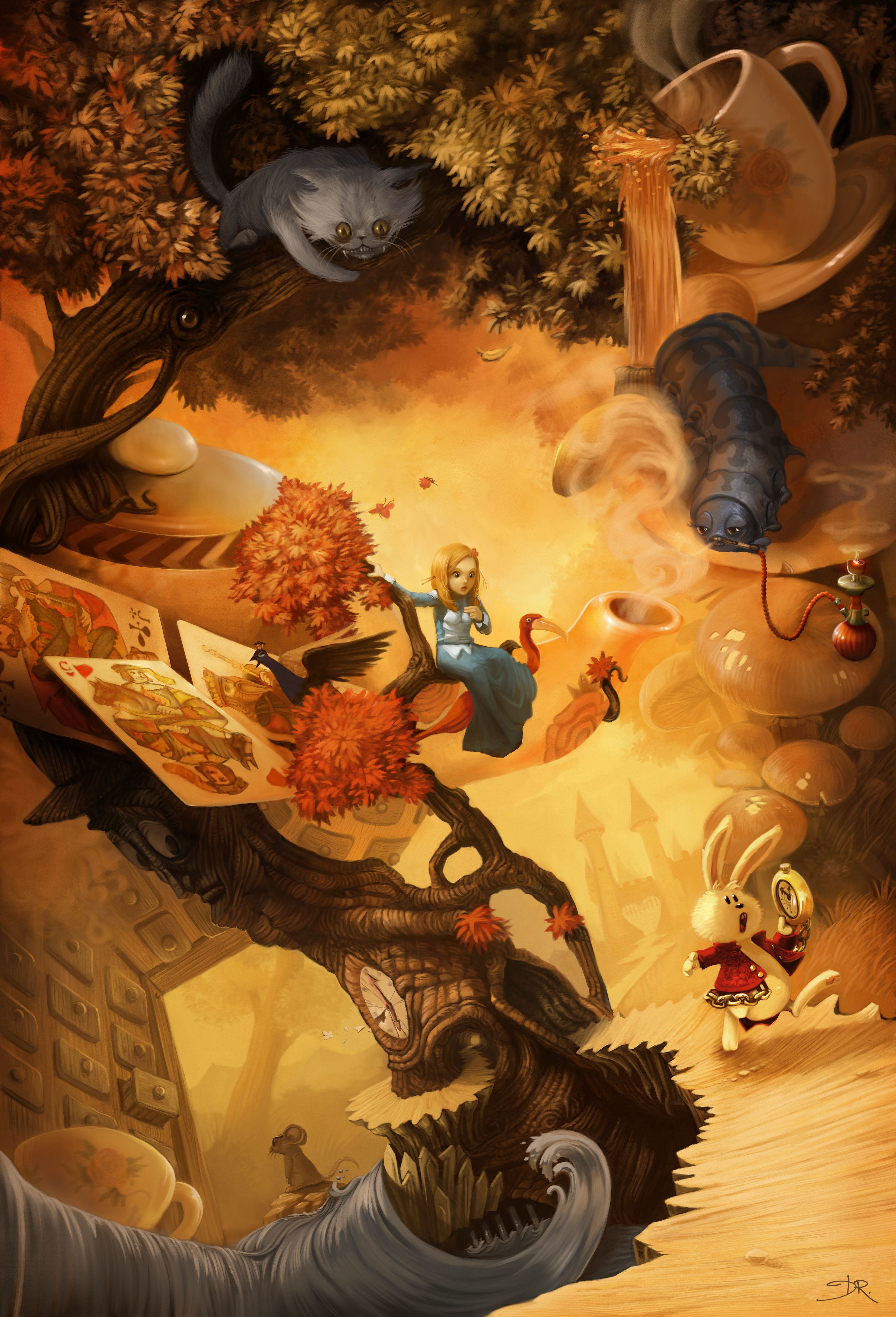
デヴィッド・リボイ（英語版）のデジタル絵画作品（2010年）
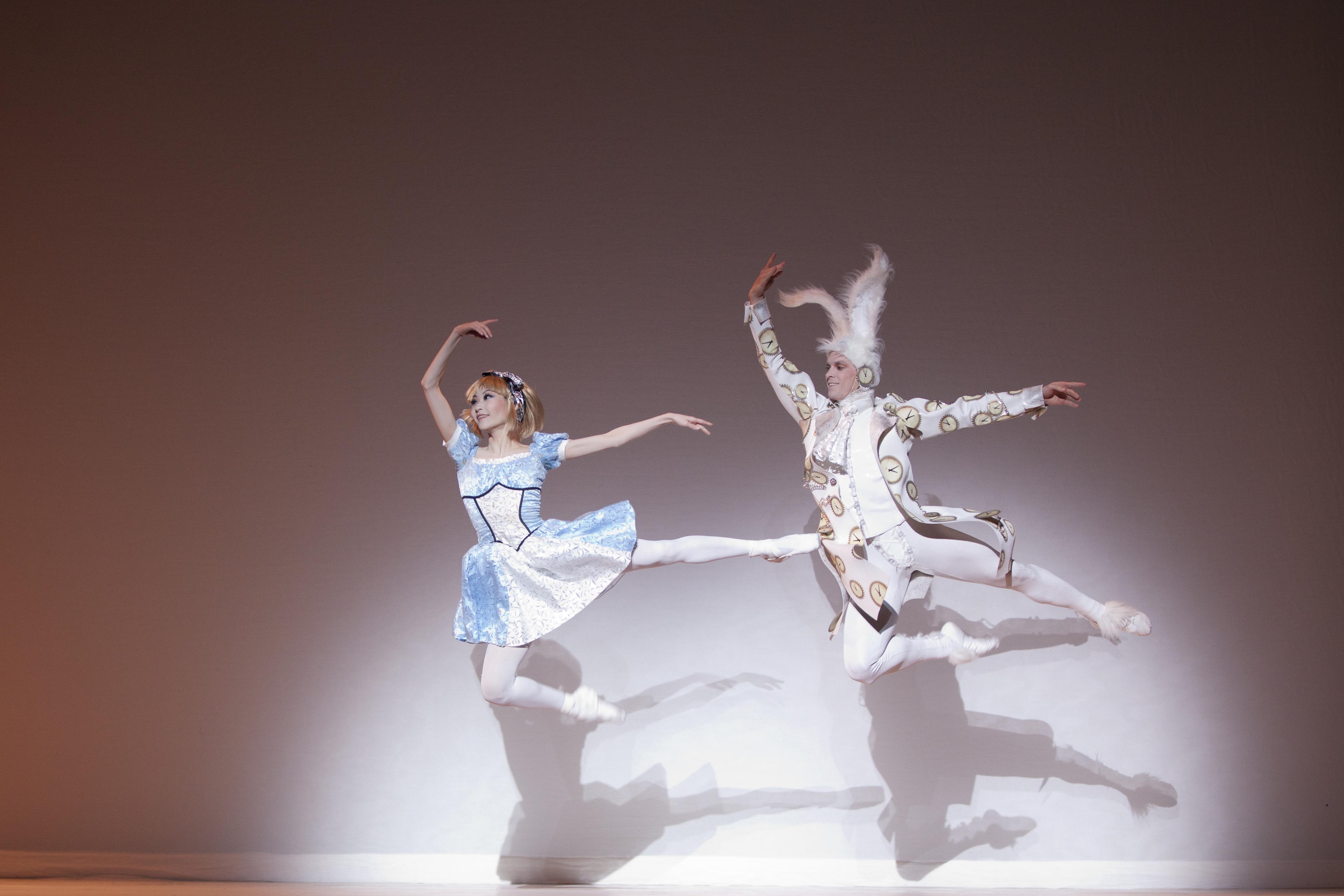
「不思議の国のアリス (バレエ)（英語版）」を踊るワシントン・バレエ団（英語版）の大貫真希とジョナサン・ジョーダン(2012年)
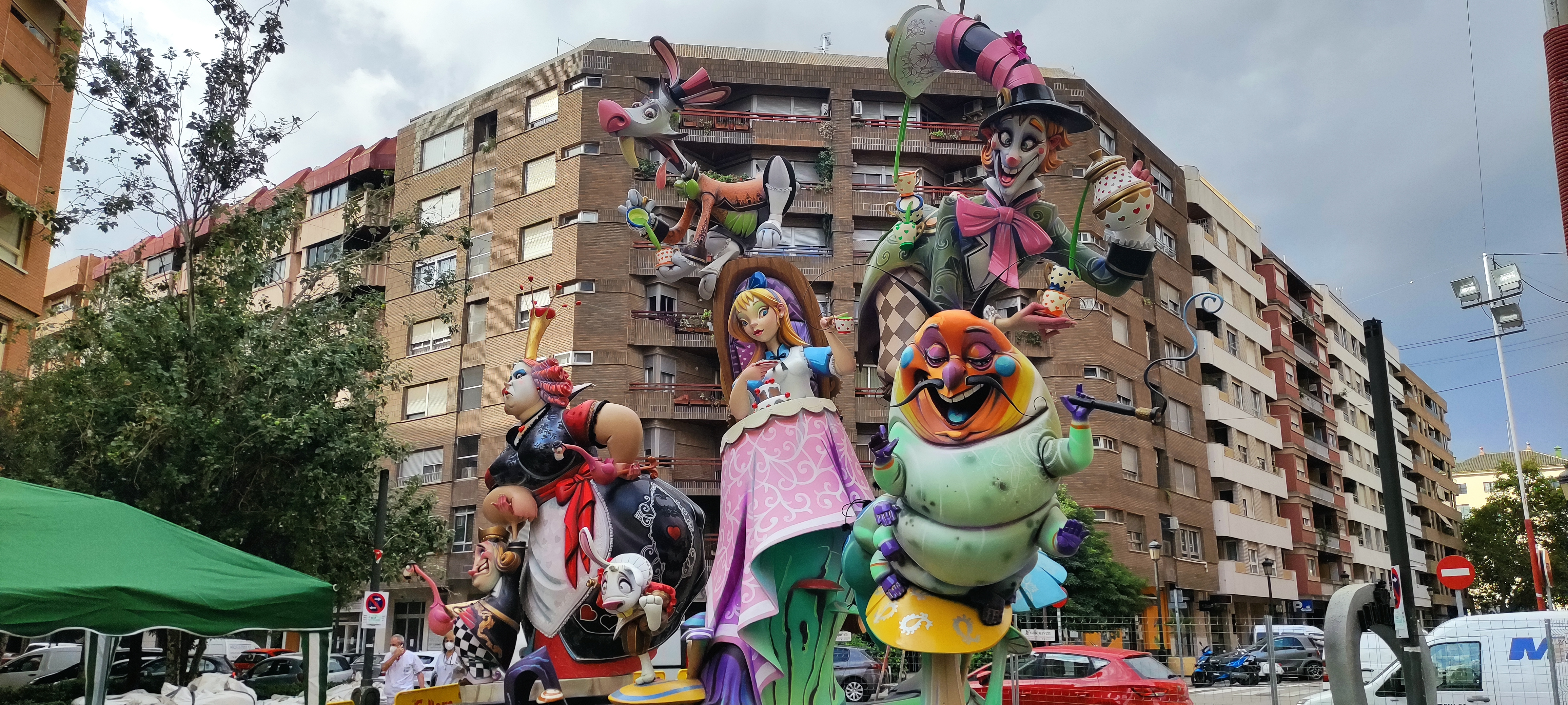
スペインの火祭り(2021年)

### アリスから派生した医学・生物学研究
- 不思議の国のアリス症候群 - 医学
- チェシャ猫症候群 - 医学
- 赤の女王仮説 - 生物学

### アリスをイメージした作品
- 色々な項目
  - 不思議の国のアリスをベースにした作品（英語版）
  - チェシャキャット (小惑星)
  - アリスショップ - イギリスに実在、現存する作中に登場したお店

- - 少女アリス - 沢渡朔撮影写真集
  - 鏡の中のアリス - バルテュスの絵画

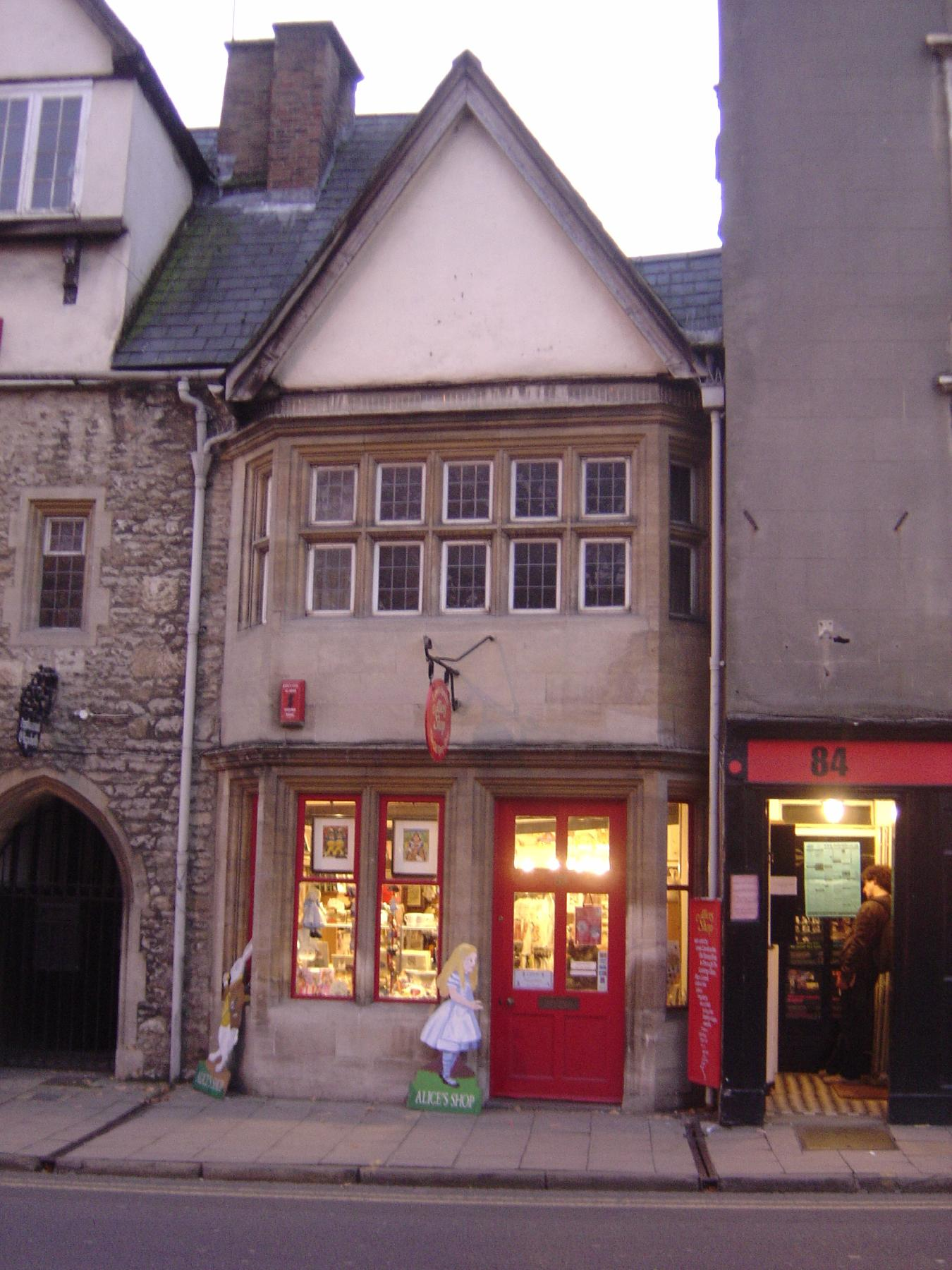
アリスショップ外観（2004年撮影）

  - 鏡の国のアリス シリーズ - ピーター・ブレイク（英語版）の絵画作品[5]
  - よくばりアリス - いとうあさこ出演広島テレビローカルバラエティ番組
  - ロリータファッション - アリスのファッションの影響がある
  - 12秒（2015年、日本）アイドルグループHKT48のPV
- 絵本
  - ふしぎの国のアリス - 松本かつぢ絵、川崎大治文、ゴールド版講談社の絵本、1962年[6]
  - ふしぎの国のアリス = Alice's adventures in wonderland - 松本かつぢ絵、宇津原ゆかり文、2017年、ISBN 9784908683091[7][8]
- 小説
  - リバーワールド - アメリカのフィリップ・ホセ・ファーマー著SF小説（映画化もされた）
  - ユメオチル、アリス - 鮎川歩著のライトノベル
- 舞台
  - ワンダーランド (ミュージカル)（英語版） - ミュージカル 　
  - 宝塚歌劇団作品
    - アリスの恋人 - ミュージカル
    - ラ・パッション! - レヴュー (演芸)
- テレビドラマ
  - ワンス・アポン・ア・タイム・イン・ワンダーランド - アメリカファンタジー
  - コワイ童話 - TBSホラー
  - アリスの棘 - 上野樹里主演サスペンス
  - 今際の国のアリス (テレビドラマ) - 同題漫画原作のNetflixドラマ
- アニメ
  - ベティ・ブープ 不思議の国のべティ（英語版） - ベティ・ブープ主演劇場アニメ
  - 不思議の国のケアベア アドベンチャー（英語版） - ケアベア主演劇場アニメ
  - アリスSOS - NHKテレビ番組天才てれびくんの特番アニメ
  - コードギアス 反逆のルルーシュ ナナリーinワンダーランド - テレビアニメコードギアスの外伝アニメ
  - 京騒戯画 - 東堂いづみ原作Webアニメ（後テレビアニメ）
- 映画
  - アリス・コメディ - ウォルト・ディズニー映画のアニメの中に実写が入る初の作品
  - 都会のアリス - 西ドイツのヴィム・ヴェンダース監督作品
  - エッチの国のアリス（英語版） - ミュージカル・パロディ・ポルノ
  - アリス (1990年の映画) - ウディ・アレン監督の映画
  - Come Away（英語版） - ブレンダ・チャップマン監督映画
- 楽曲
  - ルーシー・イン・ザ・スカイ・ウィズ・ダイアモンズ - ビートルズ
  - アイ・アム・ザ・ウォルラス - ビートルズ
  - ホワイト・ラビット (曲) - ジェファーソン・エアプレイン
  - アリス (トム・ウェイツのアルバム) - トム・ウェイツのアルバム
  - 時間の国のアリス/夏服のイヴ - 松田聖子
  - もうひとりのアリス - 谷山浩子
  - アリスの季節 - 沢田知可子
  - ALICE (MY LITTLE LOVERの曲) - MY LITTLE LOVER
  - 鏡の国のアリス (緒方恵美のアルバム) - 緒方恵美
  - ALICE IN WONDEЯLAND - アリス九號.のアルバム
  - Alice in Wonder Underground - BUCK-TICK
  - Alice (レディー・ガガの曲)（英語版） - レディー・ガガ(アルバム：クロマティカ収録)
  - 不思議の国のアリス (東方Project) - 東方怪綺談 ～ Mystic Squareのエキストラステージ道中曲
  - 夢見月のアリス - 田村ゆかり
  - ♪の国のアリス - 竹達彩奈
  - 回転木馬 - 春奈るな
  - 瞳の国のアリス - 黒羽アリス（小倉唯）（TVアニメ「シャドウバース」Original Soundtracks収録）

- 漫画
  - ありす IN WONDERLAND - 高河ゆん
  - 不思議の国の美幸ちゃん - CLAMP
  - ARMS - 皆川亮二
    - PROJECT ARMS - ARMS続編

  - ありす19th - 渡瀬悠宇
  - 白アリッッ - ぺぷ
  - Dia duit - 胡桃ちの
  - アリスから魔法 - 松本夏実
  - PandoraHearts - 望月淳
  - LOVE SYNC DREAM - 作：J.D.モルヴァン、作画：藤原カムイ
  - Are you Alice? - ドラマCDを漫画化(片桐いくみ作画)ゲーム化発展した作品
  - アリスと蔵六 - 今井哲也
  - 鍵姫物語 永久アリス輪舞曲 - 介錯
  - 世界鬼 - 岡部閏
  - 架刑のアリス - 由貴香織里
  - 活字中毒者の魔本探索、あるいは裏図書館のこと -マホタン- - 伊咲ウタ
  - 東京アリス (稚野鳥子の漫画) - 稚野鳥子
  - 今際の国のアリス - 麻生羽呂
    - 今際の路のアリス - 上記作品の続編

  - ローゼンメイデン - PEACH-PIT
- ゲーム
  - Arcaea  - Ephemeral Page パック（リズムゲーム）
  - メルヘンメイズ - (アーケードゲーム)
  - DREAMSPHERE GRAND CROSS - メダルゲーム
  - アリス×クロスラジオ カードの国のアリス - カードゲームのラジオ番組
  - ミッキーマウス 不思議の国の大冒険 - 　ファミコンゲーム
  - ラビ×ラビ - ニンテンドー3DSパズルゲーム
  - ぐるぐる召喚マジカルギア - スマホゲーム
  - 不思議の夢のアリス - PCエンジン
  - Alice (シナジー幾何学) - パソコンゲーム
  - ありす in Cyberland - PlayStationゲーム
  - ハートの国のアリス〜Wonderful Wonder World〜 - パソコンゲーム
    - クローバーの国のアリス〜Wonderful Wonder World〜
    - ダイヤの国のアリス〜Wonderful Wonder World〜

  - 大正×対称アリス - パソコンゲーム　
  - アリス イン ナイトメア - アメリカのPS3/Xbox 360、パソコン用ホラーゲーム
    - アリス マッドネス リターンズ - 上記ゲームの続編

  - 歪みの国のアリス - ホラー携帯ゲーム
  - ALICE (PSK) - 18禁アダルトゲーム
  - ALICE♥ぱれーど 〜二人のアリスと不思議の乙女たち〜 - 18禁アダルトゲーム
  - トリック・オア・アリス - 18禁アダルトゲーム
  - Ariard -少年アリス- - 18禁ボーイズラブゲーム
  - 東方怪綺談 ～ Mystic Square - 弾幕シューティングゲーム  このゲームには3面ボス・エキストラボスにアリスというキャラクターが登場し、EXステージの道中にて『不思議の国のアリス』という曲が流れる。